# Horst Müller (Politiker)
Horst Müller (* 7. August 1942 in Bergneustadt) ist ein deutscher Politiker (CDU). Er war Bürgermeister der sauerländischen Kreisstadt Olpe.

## Werdegang
Seinen beruflichen Werdegang begann Horst Müller bei der Kreisverwaltung Olpe, als er 1969 in den öffentlichen Dienst eintrat. Seinen Abschluss legte er 1972 mit der Laufbahnprüfung für den gehobenen nichttechnischen Dienst ab. Seit 1975 ist er bei der Stadt Olpe beschäftigt. Im selben Jahr erwarb er sein Verwaltungsdiplom. 1980 wurde er zum Kämmerer der Stadt Olpe bestellt. Zusätzlich wurde er 1985 Geschäftsführer der städtischen Tochtergesellschaft „Wirtschaftsförderungsgesellschaft Olpe“. Die Bestellung zum Allgemeinen Vertreter des Stadtdirektors erfolgte im Jahre 1988. Darauf schloss sich am 1. März 1991 die Ernennung zum städtischen Verwaltungsdirektor durch die Stadtverordnetenversammlung Olpe an. Die Ernennung zum ersten hauptamtlichen Bürgermeister der Stadt Olpe folgte 1997. Bei den Kommunalwahlen wurde er jeweils in seinem Amt bestätigt. Seine Amtszeit endete regulär am 20. Oktober 2015.

## Wahlergebnisse
Bei den Kommunalwahlen 1999 wurde Horst Müller mit 71,8 Prozent der gültigen Stimmen gewählt.  Bei der Wahl am 26. September 2004 erzielte er 61,1 Prozent der gültigen Stimmen.  Bei der jüngsten Kommunalwahl am 30. August 2009 vereinigte er 61,3 Prozent der gültigen Stimmen auf sich.

## Privat
Horst Müller ist seit 1971 mit seiner Frau Marianne verheiratet. Er ist Mitglied im  St.-Sebastianus-Schützenverein Olpe und war bis 1997 dessen Major (Vorsitzender). Seit 1964 ist er Mitglied des Corps Makaria München.